# Early Favourite
Early Favourite es una variedad cultivar de ciruelo (Prunus domestica), de las denominadas ciruelas europeas.
Una variedad de ciruela procedente de plántula de polinización libre de 'Precoce de Tours', fue cultivada por Thomas Rivers, en Sawbridgeworth, Inglaterra (Reino Unido) en 1820.
Las frutas tienen un tamaño pequeño, color de piel azul oscuro a negro, cubierto de pruina de mediano espesor, y pulpa de color amarillo verdoso, textura firme pero tierna, jugosa, y sabor dulce, rica en sabor.

## Sinonimia
- "Early Favorite",
- "Early Favourite",
- "Favorite Hâtive",
- "Favorite Précoce",
- "Favorite Précoce de Rivers",
- "Précoce de Rivers",
- "Prune Early Favorite",
- "Rivers Early",
- "River's Early Favourite",
- "Rivers Früh Pflaume".

## Historia
'Early Favourite' variedad de ciruela cuyo origen es una plántula de polinización libre de la variedad 'Precoce de Tours', fue cultivada por Thomas Rivers, en Sawbridgeworth, Inglaterra (Reino Unido), alrededor de 1820, y fue introducida por el creador en 1834. Fue galardonada con el «First Class Certificate» de la RHS en 1895.
La variedad 'Early Favourite' está descrita por : 1. Downing Fr. Trees Am. 314. 1845. 2. Elliott Fr. Book 419. 1854. 3. Downing Fr. Trees Am. 395. 1857. 4. Mas Le Verger 6:11. 1866-73. 5. Mathieu Nom. Pom. 447. 1889. 6. Guide Prat. 152, 356, 1895. 7. Rev. Hort. 548, P1. 1909.
'Early Favourite' está cultivada en diversos bancos de germoplasma de cultivos vivos, tales como en National Fruit Collection (Colección Nacional de Fruta) de Reino Unido con el número de accesión: 1953-132 y Nombre Accesión : Early Favourite. Fue introducida en el "Probatorio Nacional de Fruta" para evaluar sus características en 1953.

## Características
'Early Favourite' árbol de porte extenso, vigoroso, erguido. Flor blanca, que tiene un tiempo de floración que comienza a partir del 16 de abril con el 10% de floración, para el 20 de abril tiene una floración completa (80%), y para el 29 de abril tiene un 90% de caída de pétalos.
'Early Favourite' tiene una talla de fruto pequeño de forma redonda u ovalada, cavidad poco profunda, estrecha, abrupta, sutura superficial, una línea distinta; ápice redondeado o ligeramente puntiagudo, con peso promedio de 16.60 g; epidermis tiene una piel delgada, tierna, que se separa fácilmente, siendo el color de la piel azul oscuro a negro, cubierto de pruina de mediano espesor, punteado de ruginoso / "russetting" numeroso, pequeños, rojizos claros, conspicuos; pedúnculo glabro, con una longitud promedio de 7.32 mm , pubescente, bien adherido al fruto con la cavidad del pedúnculo estrechísima y apenas pronunciada; pulpa de color amarillo verdoso, textura firme pero tierna, jugosa, y sabor dulce, rica en sabor.
Hueso no adherido, irregular y ampliamente ovada, aplanada, áspera, ligeramente comprimida y con cuello en la base, roma o aguda en el ápice, sutura ventral estrecha, alada, fuertemente surcada, sutura dorsal aguda o levemente surcada.
Su tiempo de recogida de cosecha se inicia en su maduración de finales de julio a principios de agosto.

## Usos
Se usa comúnmente como postre fresco de mesa buena ciruela de postre de fines de verano, y muy buena como ciruela culinaria.